# 盐都县
盐都县，中华人民共和国旧县名。
1996年由盐城市郊区改置，治所在今江苏省盐城市盐都区潘黄街道。2003年撤销，改设盐城市盐都区。 